# Solariella lissocona
Solariella lissocona är en snäckart som först beskrevs av Dall 1881.  Solariella lissocona ingår i släktet Solariella och familjen pärlemorsnäckor. Inga underarter finns listade i Catalogue of Life.